# خشچال
خشچال یا خشکچال (شمس آباد) نام یکی از روستاهای استان قزوین می‌باشد. این روستا بالاترین روستای منطقه الموت است و در بالا دست روستای گازرخان است و به لحاظ اختلاف ارتفاعش با سایر روستاهای اطراف، از آب و هوای بسیار ممتازی برخوردار می‌باشد.